# SK Hořovice
SK Hořovice je fotbalový klub z Hořovic hrající divizi A. Největším úspěchem v historii je vítězství v divizi A v sezóně 2015/16 a postup do třetí nejvyšší soutěže – ČFL. Mezi úspěšné odchovance klubu patří Vítězslav Mojžíš, Luděk Vyskočil, Matěj Hybš, Patrik Brandner, Michal Hlavatý, Jiří Mareš, bratři Matěj a Jakub Štochl.

## Umístění v jednotlivých sezonách
- Legenda: červené podbarvení - sestup, zelené podbarvení - postup, fialové podbarvení - reorganizace, změna skupiny či soutěže

| Československo (1961 – 1993) |                            |                                    |
| Sezóna                       | Liga                       | Pozice                             |
| 1961/62                      | I. A třída                 | 2. místo                           |
| 1962/63                      | I. A třída                 | 6. místo                           |
| 1963/64                      | I. A třída                 | 1. místo                           |
| 1964/65                      | Přebor Středočeského kraje | 13. místo                          |
| 1965/66                      | Přebor Středočeského kraje | 8. místo                           |
| 1966/67                      | Přebor Středočeského kraje | 4. místo                           |
| 1967/68                      | Přebor Středočeského kraje | 13. místo                          |
| 1968/69                      | I. A třída                 |                                    |
| 1969/70                      | I. A třída                 |                                    |
| 1970/71                      | I. A třída                 |                                    |
| 1971/72                      | I. A třída                 |                                    |
| 1972/73                      | I. A třída                 |                                    |
| 1973/74                      | I. A třída                 | 1. místo                           |
| 1974/75                      | Přebor Středočeského kraje | 15. místo                          |
| 1975/76                      | I. A třída                 |                                    |
| 1976/77                      | I. A třída                 |                                    |
| 1977/78                      | I. A třída                 |                                    |
| 1978/79                      | I. A třída                 |                                    |
| 1979/80                      | I. A třída                 |                                    |
| 1980/81                      | I. A třída                 | 1. místo                           |
| 1981/82                      | Přebor Středočeského kraje | 1. místo                           |
| 1982/83                      | Divize A                   | 6. místo                           |
| 1983/84                      | Divize A                   | 9. místo                           |
| 1984/85                      | Divize A                   | 9. místo                           |
| 1985/86                      | Divize A                   | 9. místo                           |
| 1986/87                      | Divize B                   | 10. místo                          |
| 1987/88                      | Divize A                   | 8. místo                           |
| 1988/89                      | Divize B                   | 15. místo                          |
| 1989/90                      | Přebor Středočeského kraje | 6. místo                           |
| 1990/91                      | Přebor Středočeského kraje | 8. místo                           |
| 1991/92                      | Přebor Středočeského kraje | 16. místo                          |
| 1992/93                      | I. A třída                 |                                    |
| Česko (1993 – )              |                            |                                    |
| 1993/94                      | I. A třída                 | 13. místo                          |
| 1994/95                      | I. B třída                 |                                    |
| 1995/96                      | I. B třída                 | 2. místo                           |
| 1996/97                      | I. B třída                 | 3. místo                           |
| 1997/98                      | I. B třída                 | 1. místo                           |
| 1998/99                      | I. A třída                 | 4. místo                           |
| 1999/00                      | I. A třída                 | 3. místo                           |
| 2000/01                      | I. A třída                 | 7. místo                           |
| 2001/02                      | I. A třída                 | 1. místo                           |
| 2002/03                      | Přebor Středočeského kraje | 2. místo                           |
| 2003/04                      | Divize A                   | 4. místo                           |
| 2004/05                      | Divize A                   | 11. místo                          |
| 2005/06                      | Divize A                   | 13. místo                          |
| 2006/07                      | Přebor Středočeského kraje | 15. místo                          |
| 2007/08                      | I. A třída                 | 12. místo                          |
| 2008/09                      | Divize A                   | 10. místo                          |
| 2009/10                      | Divize A                   | 13. místo                          |
| 2010/11                      | Divize A                   | 7. místo                           |
| 2011/12                      | Divize A                   | 5. místo                           |
| 2012/13                      | Divize A                   | 7. místo                           |
| 2013/14                      | Divize A                   | 7. místo                           |
| 2014/15                      | Divize A                   | 5. místo                           |
| 2015/16                      | Divize A                   | 1. místo                           |
| 2016/17                      | Česká fotbalová liga       | 18. místo                          |
| 2017/18                      | Divize A                   | 3. místo                           |
| 2018/19                      | Divize A                   | 13. místo                          |
| 2019/20                      | Divize A                   | Nedohráno kvůli pandemii covidu-19 |
| 2020/21                      | Divize A                   | Nedohráno kvůli pandemii covidu-19 |
| 2021/22                      | Divize A                   | 13. místo                          |
| 2022/23                      | Divize A                   | 6. místo                           |

## Umístění v pohárech
| 2008/09 | Pohár ČMFS        | Předkolo (3:1 s Sokol Cholupice), 1. kolo (0:0, 4:3 na penalty SK Sparta Krč), 2. kolo (1:2 s SK Kladno)                          |
| 2009/10 | Ondrášovka Cup    | Předkolo (0:3 s SC Olympia Radotín)                                                                                               |
| 2010/11 | Ondrášovka Cup    | 1.kolo (4:2 s FK Slavoj Vyšehrad), 2.kolo s (0:3 s FC Graffin Vlašim)                                                             |
| 2011/12 | Pohár České pošty | 1.kolo (1:2 s FK Slavoj Vyšehrad)                                                                                                 |
| 2012/13 | Pohár České pošty | Předkolo (1:2 s SK Senco Doubravka)                                                                                               |
| 2013/14 | Pohár České pošty | Předkolo (1:1, 6:5 na penalty s FC Zličín), 1. kolo (0:0, 5:3 na penalty s FK Bohemians Praha), 2. kolo (0:2 s FK Ústí nad Labem) |
| 2014/15 | Pohár České pošty | Předkolo (2:1 s TJ Sokol Nové Strašecí), 1. kolo (0:1 s FK Tachov)                                                                |
| 2015/16 | MOL Cup           | Předkolo (2:2, 3:0 na penalty s FC Chotíkov 1932), 1. kolo (0:1 s FK Baník Sokolov)                                               |
| 2016/17 | MOL Cup           | 1. kolo (1:3 s SK Český Brod) |
| 2017/18 | MOL Cup           | Předkolo (1:0 s SK Rakovník), 1. kolo (1:4 s TJ Štěchovice)                                                                       |
| 2018/19 | MOL Cup           | Předkolo (0:5 s FK Tachov) |
| 2019/20 | MOL Cup           | Předkolo (0:1 s FK Komárov) |
| 2020/21 | MOL Cup           | Neúčastnili se |
| 2021/22 | MOL Cup           | Neúčastnili se |
| 2022/23 | MOL Cup           | Neúčastnili se |

## Historie
Začátek kopané se v Hořovicích datuje od roku 1910. V té době působilo ve městě několik klubů – Bivoj, Čechie, Český lev nebo Viktorie. V roce 1914 vzniká další klub – Sportovní kroužek. Činnost sportu byla ale utlumena První světovou válkou. V roce 1919 se všechny kluby spojily pod společným názvem Sportovní klub (SK) Hořovice. O rok později byl klub zařazen do podbrdské župy, kterou hned v druhém roce vyhrál. Župní mistrovství klub hrál až do roku 1934, kdy postoupil do Divize českého venkova. Po roce však klub sestoupil zpět do župy, odkud se hned po roce vrací zpět do divize. V roce 1948 se klub dostává do Zemské soutěže (dnešní 2. ligy). V tomto období se daří také týmu dorostenců, kteří se stali mistry Čech a v celostátní soutěži o titul mistra Československa skončili na 3. místě za Slovanem Bratislava a Sokolem Lanžhot. V roce 1950, klub sestoupil do krajského přeboru, ze kterého se po 4 letech vrátil zpět do divize. Z divize ovšem v roce 1958 opět sestoupil a vrátil se do ní až v roce 1982 a sestoupil z ní v roce 1989. Znovu se klub v divizi objevuje v letech 2003-2006. Naposledy se klub do divize dostal v roce 2008 poté co došlo ke sloučení s FC Bzová. V roce 2016 klub v divizi vítězí a poprvé v historii klub postoupil do České fotbalové ligy, ve které ovšem skončil v první sezóně poslední a sestoupil zpět do divize.

## Historické názvy
- 1919 – SK Hořovice (Sportovní klub Hořovice)
- 1948 – ZSJ Alba Hořovice (Závodní sportovní jednotka Alba Hořovice)
- 1950 – ZSJ Sokol Alba Hořovice (Závodní sportovní jednotka Sokol Alba Hořovice)
- 1952 – DSO Škoda Hořovice (Dobrovolná sportovní organizace Škoda Hořovice)
- 1953 – TJ Spartak Hořovice (Tělovýchovná jednota Spartak Hořovice)
- 1992 – SK Hořovice (Sportovní klub Hořovice)
- 2008 – FK Hořovicko (Fotbalový klub Hořovicko) – sloučení s FC Bzová
- 2020 – SK Hořovice (Sportovní klub Hořovice)

## Seznam trenérů
- Milan Nikodým (2008–09)
- Jaromír Mysliveček (2009–2011)
- Jan Berger (2011)
- Pavel Trávník (2011)
- Jan Berger (2011–2014)
- Petr Vrabec (2014–2016)
- Pavel Aubrecht (2017)
- Pavel Novotný (2017–2019)
- Petr Himl (2019–2021)
- Ivan Pihávek (2021–)